# Dąbrowa (powiat wyszkowski)
Dąbrowa – wieś w Polsce położona w województwie mazowieckim, w powiecie wyszkowskim, w gminie Rząśnik. Ma status sołectwa. Leży na Kurpiach Białych, w centrum Puszczy Białej nad rzeką Prut.
| SIMC    | Nazwa        | Rodzaj    |
| ------- | ------------ | --------- |
| 0518777 | Stara Wieś   | część wsi |
| 0518814 | Trzecie Pole | kolonia   |
| 0518783 | Zagródzie    | część wsi |

Wierni kościoła rzymskokatolickiego należą do parafii św. Teresy od Dzieciątka Jezus w Porządziu lub do parafii Najświętszej Maryi Panny Matki Kościoła w Rząśniku.

## Historia
Pierwsze wzmianki o wsi, której nazwa odwołuje się do środowiska naturalnego, dębowych lasów w Puszczy Białej, pochodzą z 1449 roku. Nazwę miejscowości podawano w różnych formach: Byala, Dambrowa (1449), De Byala (1464), De Byala Dambrowa (1465), Byaladambrowa (1483), De Byalą Dambrową (1514). Wieś została założona przez biskupów płockich i była ich własnością. Była częścią parafii Obryte. Spis podatkowy z 1578 roku podaje wieś Biala Dambrowa.
Na przełomie XVIII i XIX wieku wieś stała się osadą rządową. W 1827 roku notowano tu 36 domów i 237 mieszkańców. W 1867 roku wieś została włączona do gminy Wyszków.
W 1921 roku w Dąbrowie było 86 domów i 549 mieszkańców. Od 1933 wieś była siedzibą gromady Dąbrowa i jako jedyna do niej należała.
W latach 1944–1975 miejscowość należała administracyjnie do województwa warszawskiego W latach 1954–1961 miejscowość należała do gromady Ochudno, w latach 1962–1972 do gromady Rząśnik, od 1973 roku do gminy Rząśnik. W latach 1975–1998 wieś była częścią województwa ostrołęckiego, a od 1998 roku należy do województwa mazowieckiego.
W 1998 we wsi mieszkały 543 osoby, w 2002 – 514, w 2009 – 546, w 2011 – 531 osób. Według Narodowego Spisu Powszechnego Ludności i Mieszkań (2021) we wsi mieszka 508 osób.
Wieś jest ośrodkiem kultury białokurpiowskiej, szczególnie tkactwa. Zachowało się kilkanaście domów charakterystycznych dla architektury Kurpiów Białych. We wsi działał zespół „Puszcza Biała”.

## Galeria

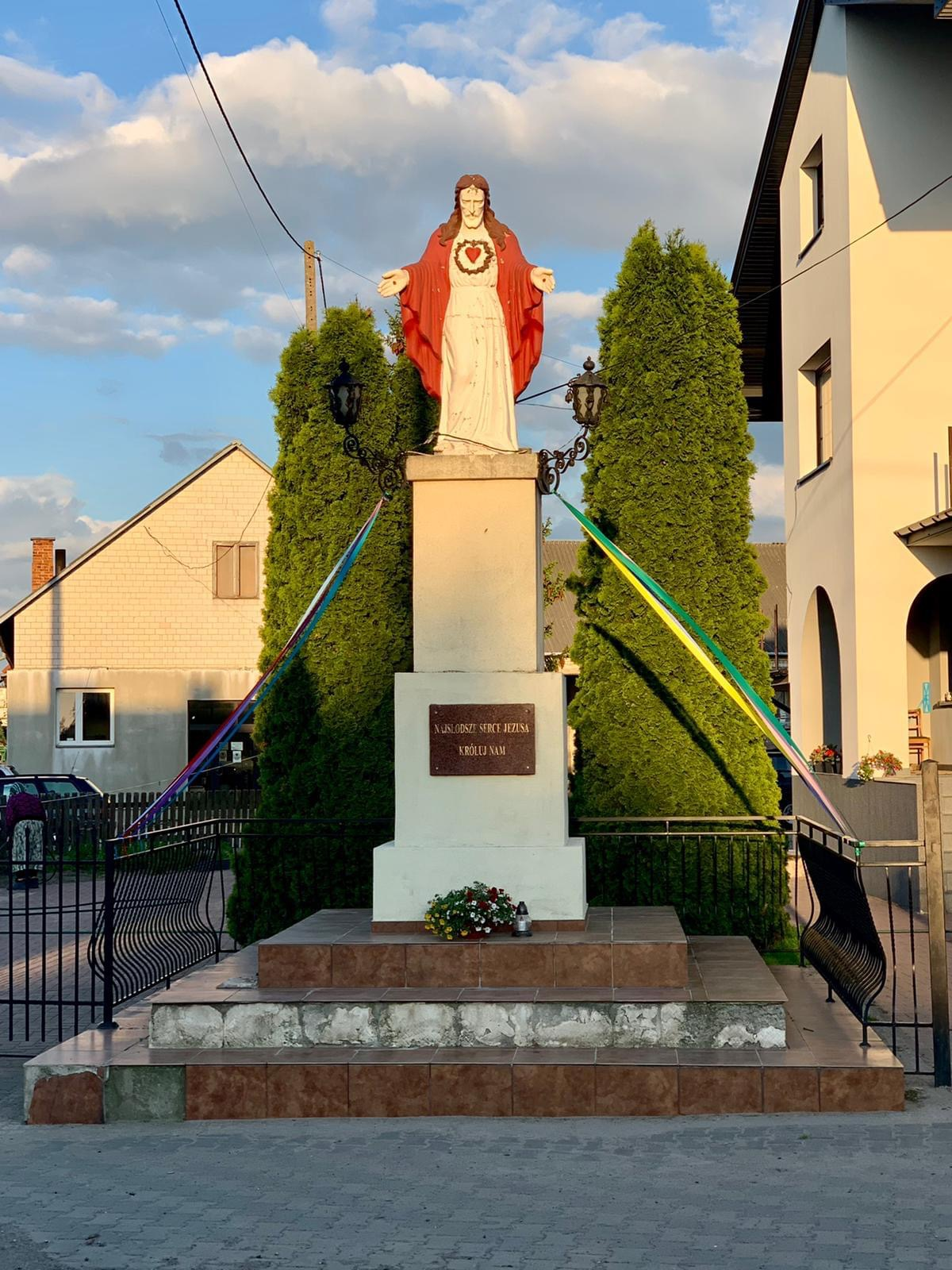
Figura Najświętszego Serca Jezusa
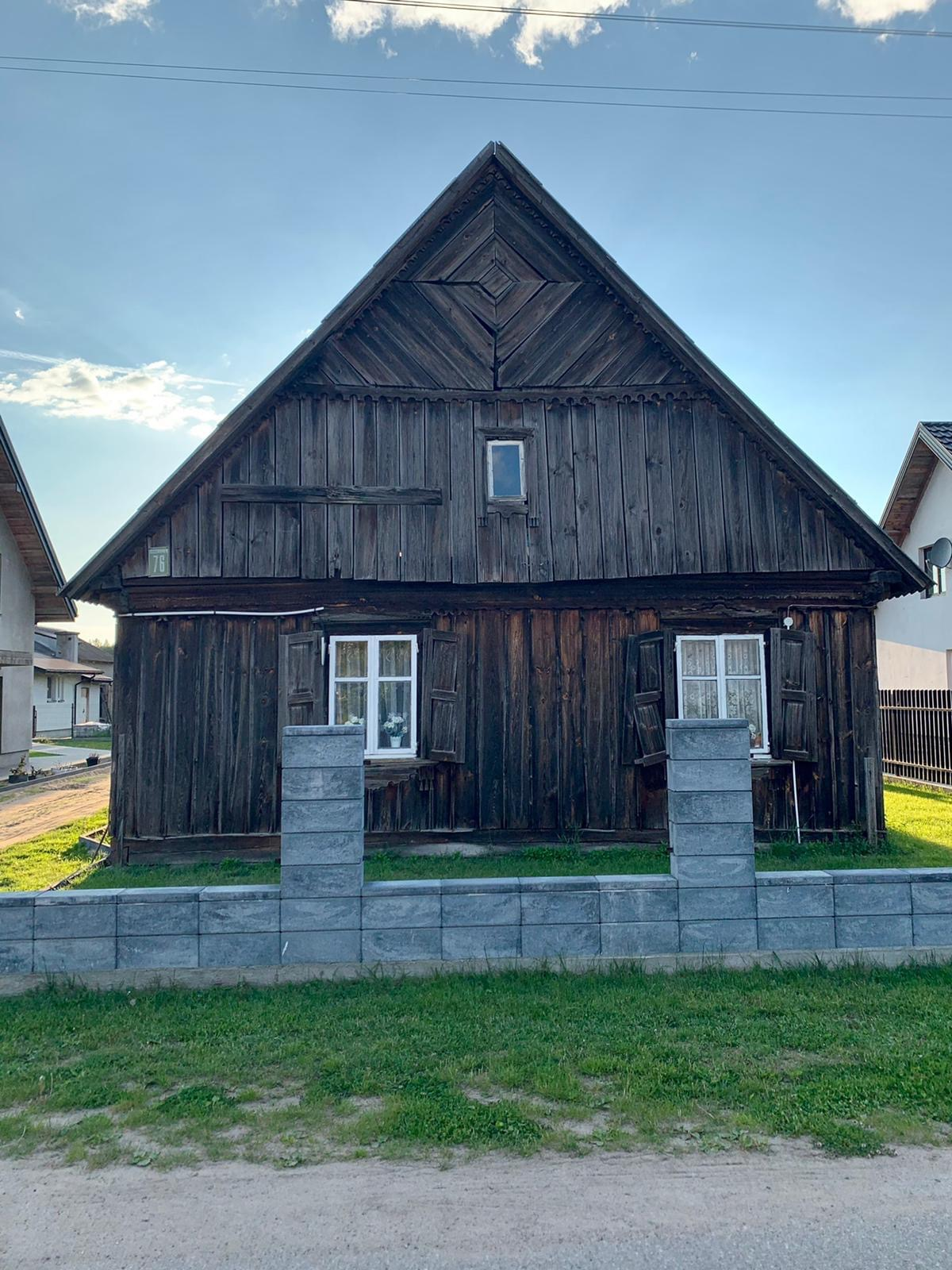
Jeden z domów białokurpiowskich
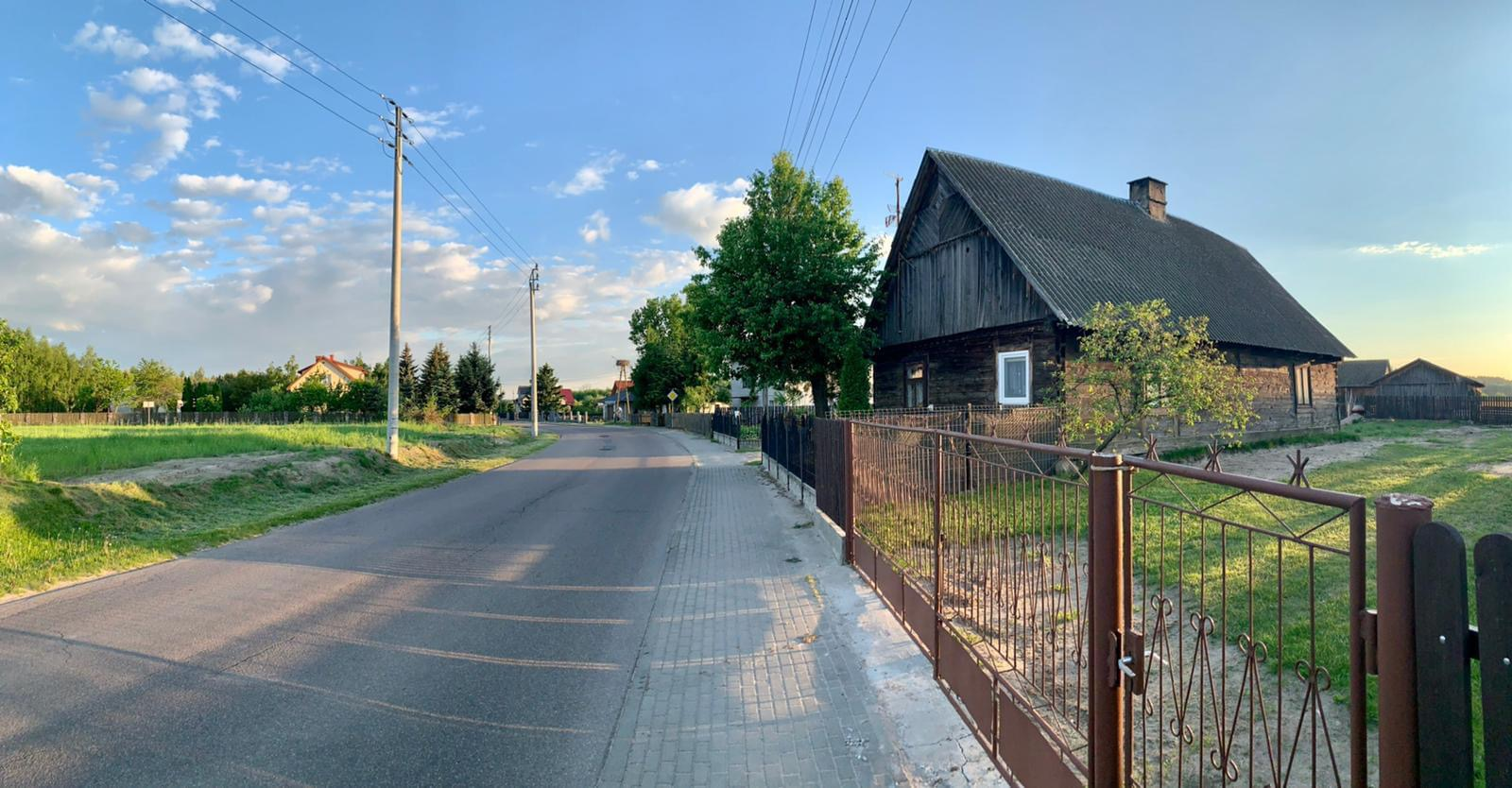
Widok na wieś
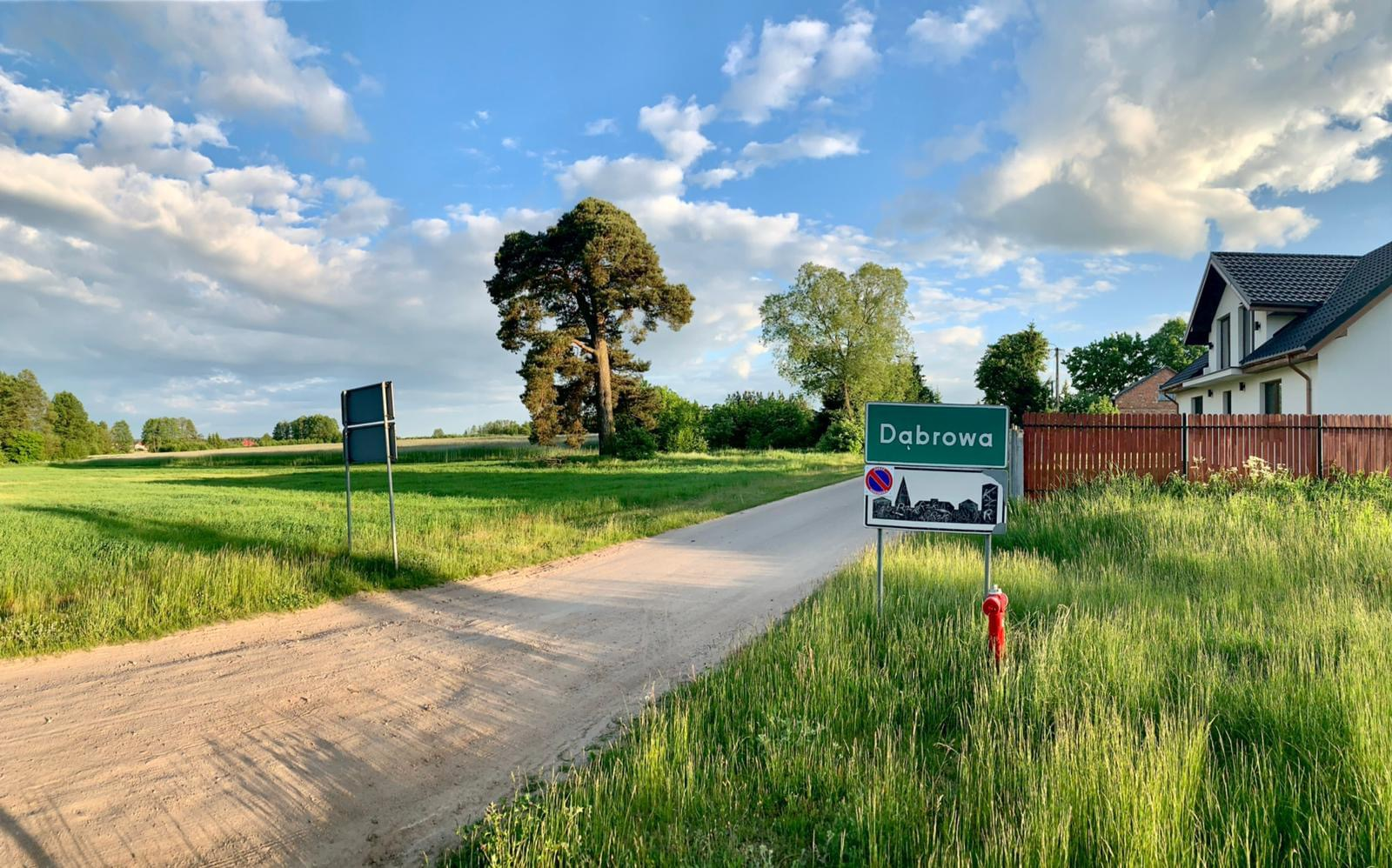
Widok na wieś